# Anoectochilus
Die Pflanzengattung Anoectochilus gehört zur Familie der Orchideen (Orchidaceae). Die etwa 50 Arten sind im subtropischen bis tropischen Asiens und Malesiens weitverbreitet.

## Beschreibung

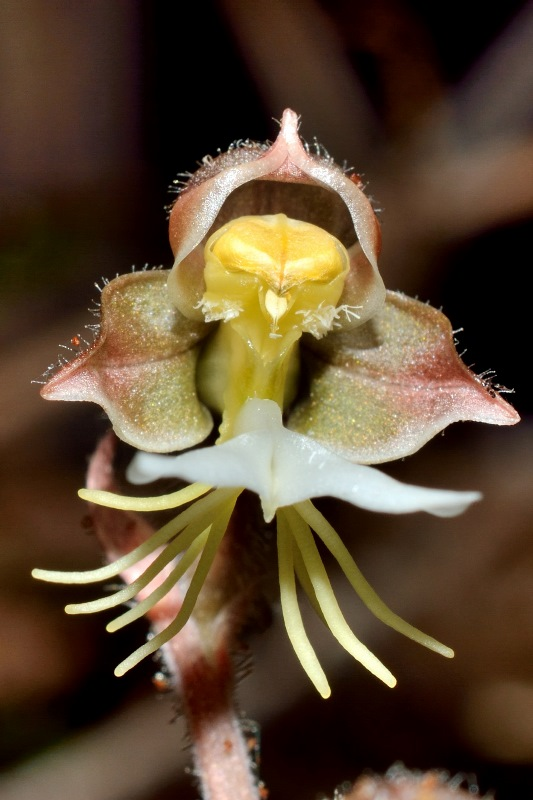
Blüte von Anoectochilus formosanus

### Vegetative Merkmale
Anoectochilus-Arten sind relativ kleine, ausdauernde krautige Pflanzen. Sie besitzen ein kriechendes Rhizom, aus denen die Sprossachsen entspringen. Die locker rosettenförmig an der Basis der Sprossachsen angeordneten Laubblätter sind in Blattstiel und -spreite gegliedert. Der kurze Blattstiel umfasst den Stängel. Die einfachen Blattspreiten sind breit-oval und grün oder braun bis schwärzlich, die Blattadern sind weiß, gelb bis orangefarben.

### Generative Merkmale
Der endständige, behaarte, traubige Blütenstand trägt einige weiße, meist resupinierte Blüten. Die zwittrigen Blüten sind zygomorph und dreizählig. Die Blütenhüllblätter sind frei, die äußeren drei sind auf der Außenseite behaart und dunkel gefärbt. Die beiden Petalen und das obere Sepal sind schützend über der Säule zusammengeneigt, während die seitlichen Sepalen abgespreizt sind. Die Lippe bildet an ihrer Basis einen sackartigen Sporn, der am Ende zweigeteilt sein kann. Innerhalb des Sporns befinden sich zwei drüsige Anhängsel. Der Mittelteil der Lippe ist schmal und zu einer Röhre eingerollt, so dass die Unterseite der Lippe nach oben weist. Von dieser Unterseite entspringen zahlreiche fadenförmige Anhängsel, die seitwärts weisen. Das Ende der Lippe ist breit und ganzrandig bis zweilappig. Die Säule ist auf der Unterseite mit einem zweireihigen Kallus versehen, auf der Oberseite sitzt das Staubblatt. Es enthält zwei Pollinien, die über Stielchen mit einer Klebeplatte (Viscidium) verbunden sind. Die Narbe besteht aus zwei separaten Flächen, die sich seitlich vorne auf der Unterseite der Säule befinden.
Zählungen der Chromosomsätze ermittelten meist 2n = 40.

## Standorte
Anoectochilus-Arten wachsen im Unterwuchs feuchter Wälder. Sie kommen bis in Höhenlagen von etwa 2100 Meter vor.

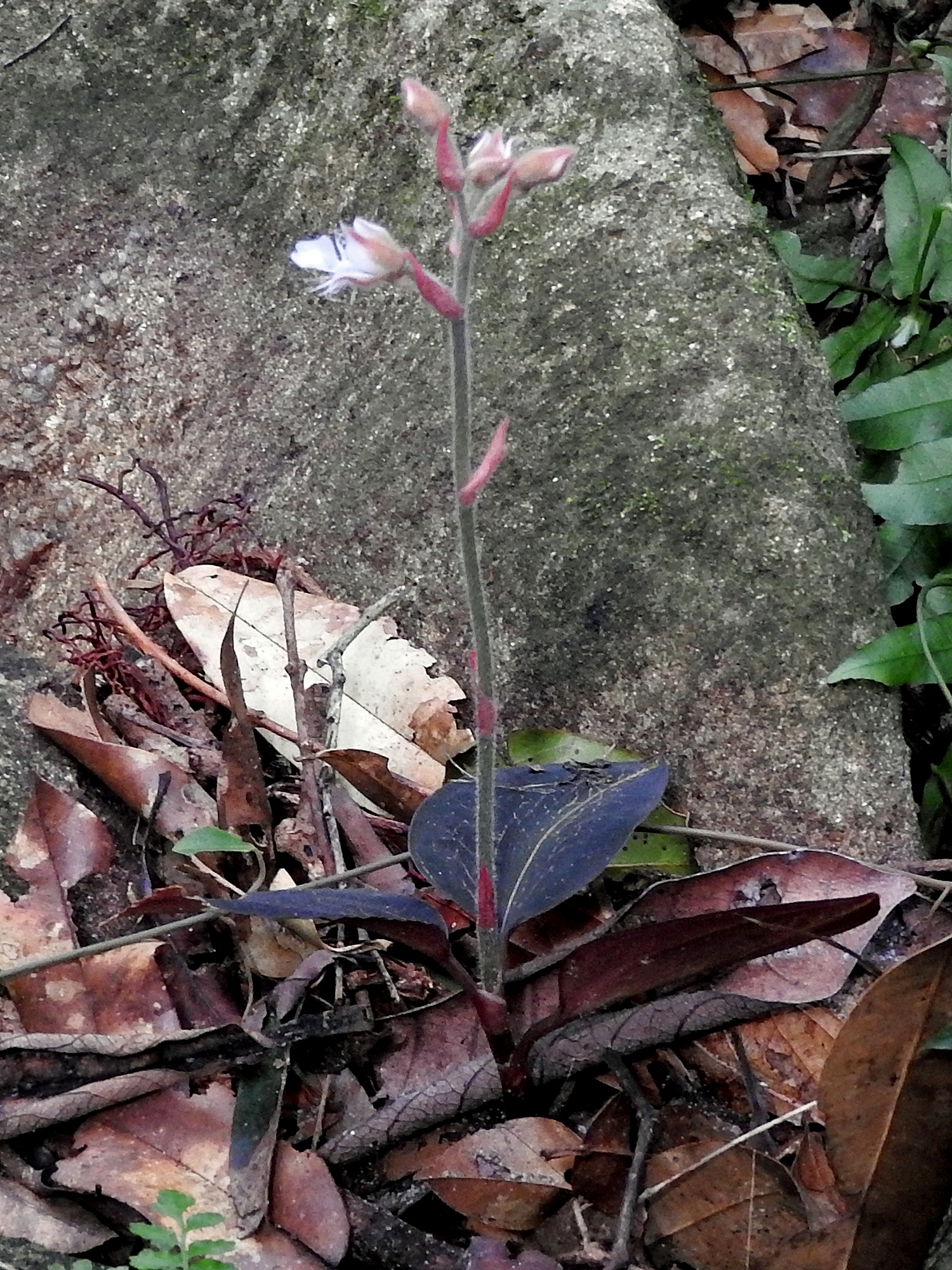
Anoectochilus elatus

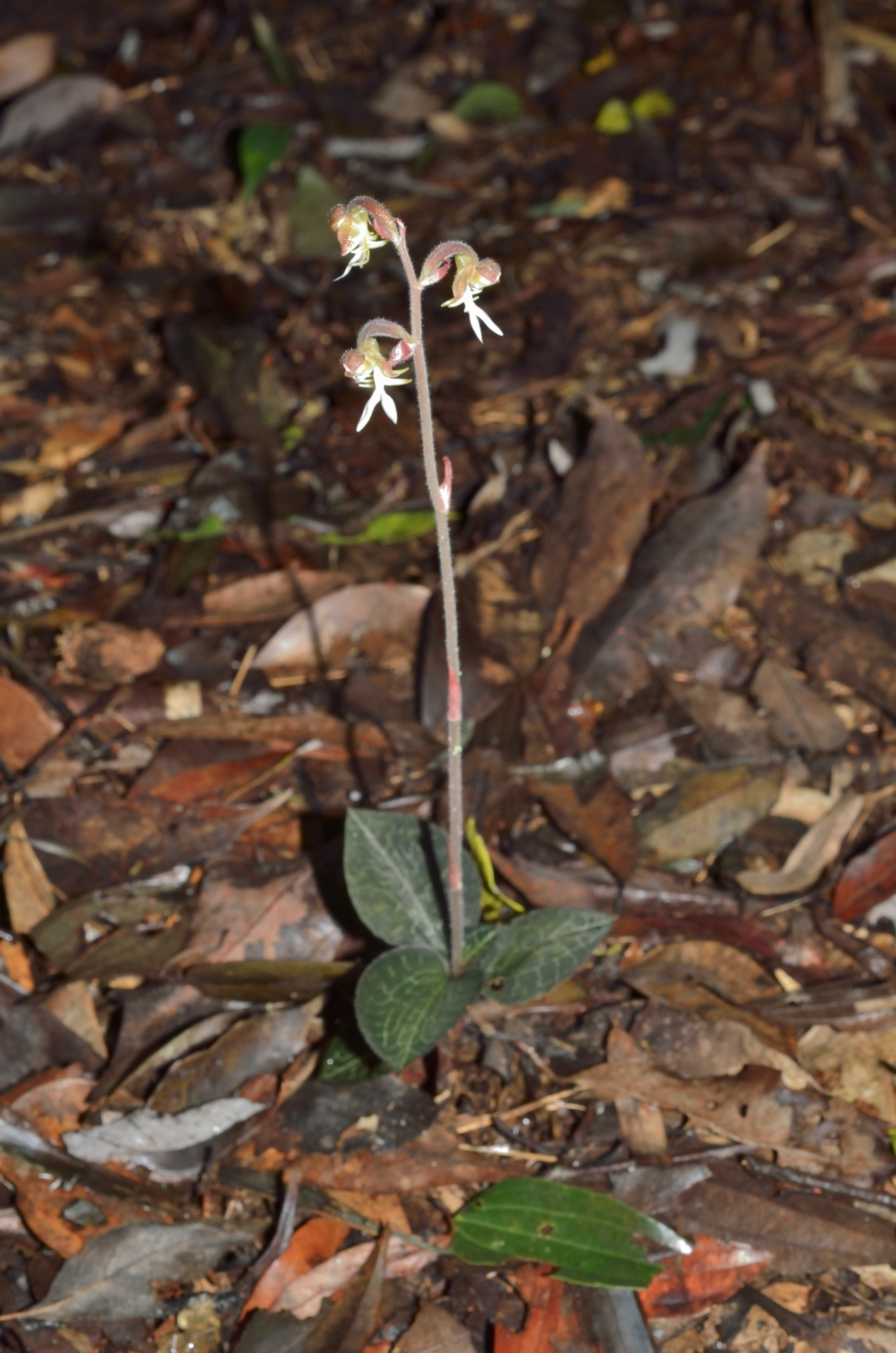
Anoectochilus formosanus

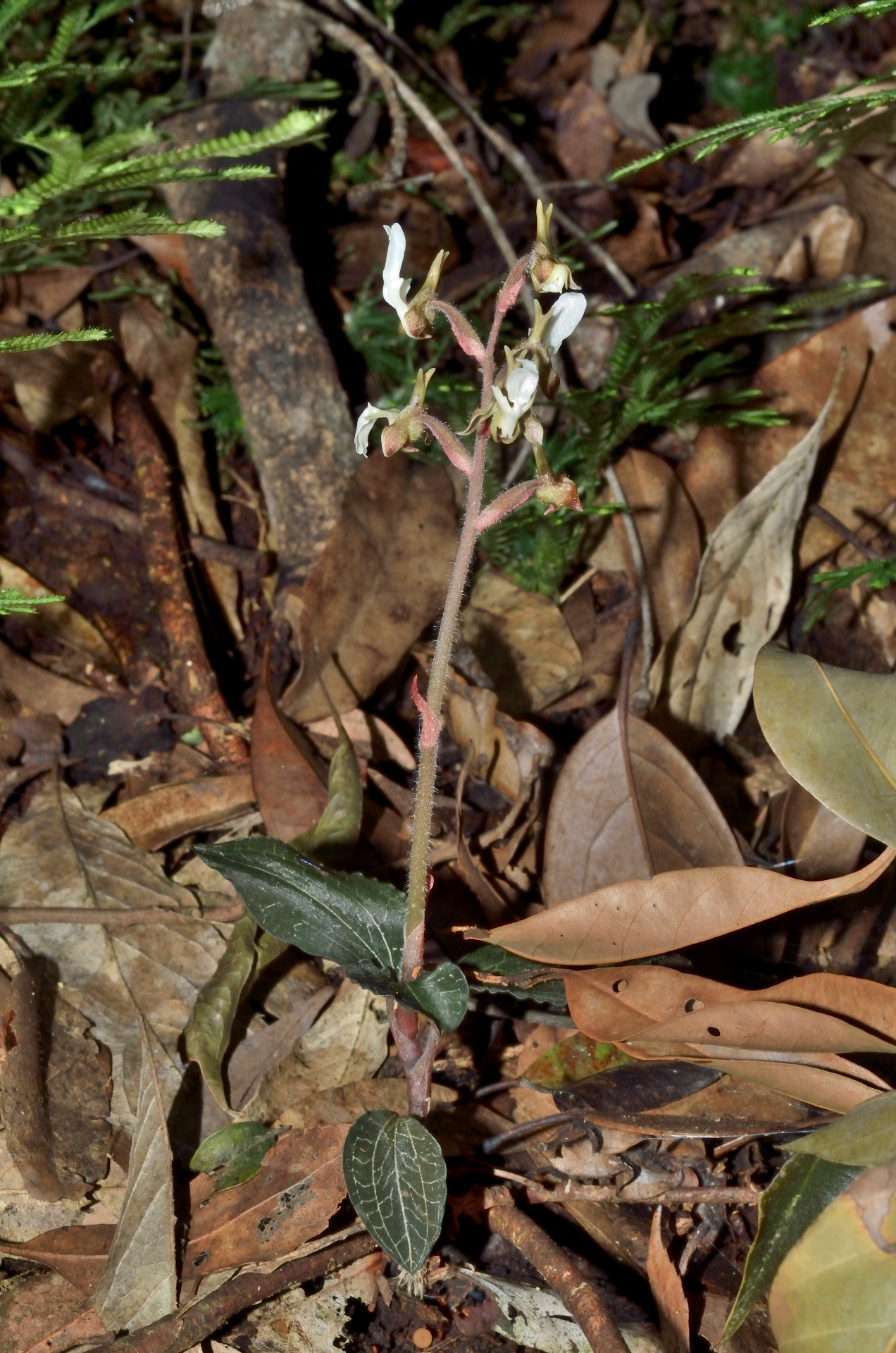
Anoectochilus koshunensis

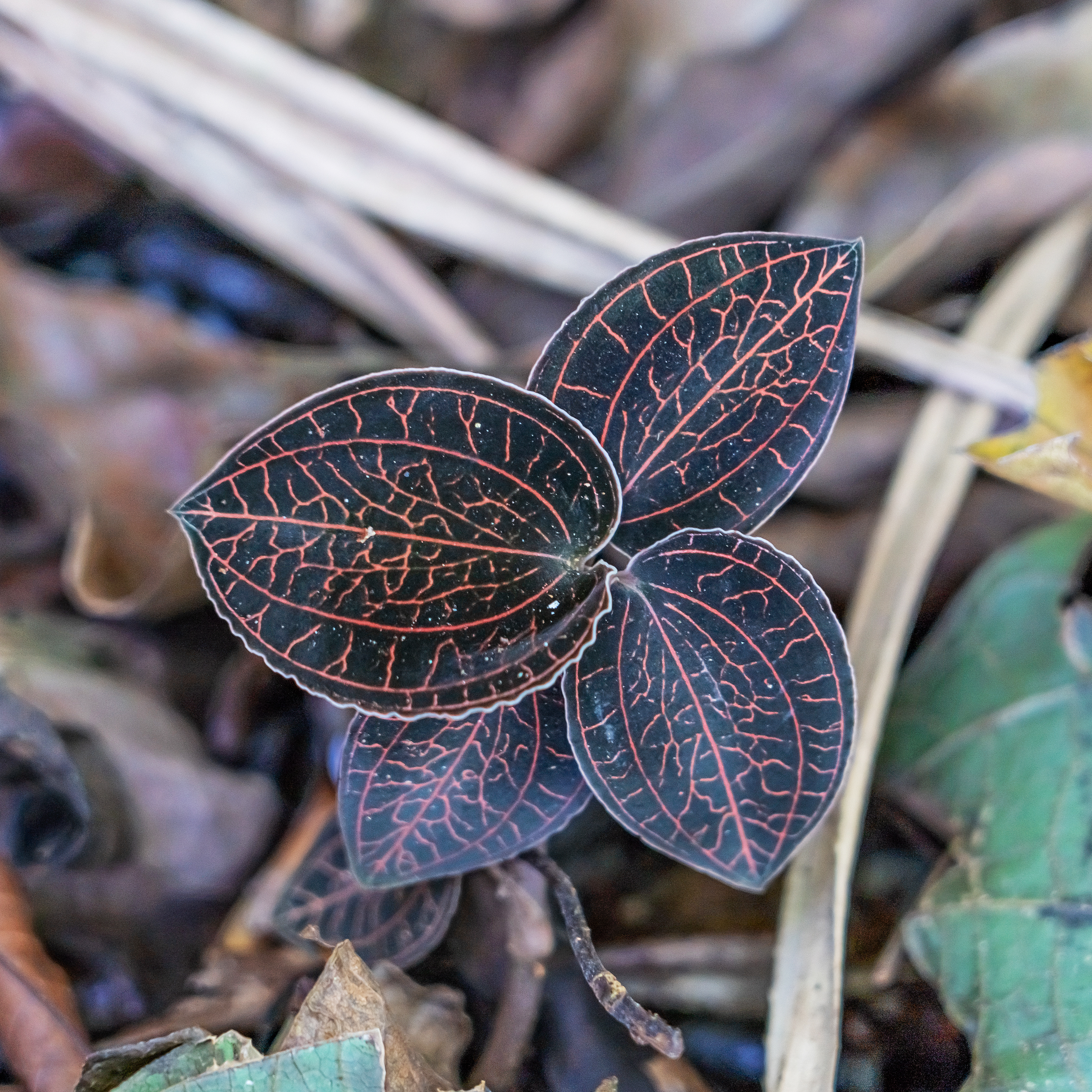
Laubblätter von Anoectochilus regalis

## Systematik, botanische Geschichte und Verbreitung
Carl Ludwig Blume stellte die Gattung Anoectochilus 1825 mit der Typusart Anoectochilus setaceus in Bijdragen tot de Flora van Nederlandsch Indie, Band 8, Seite 411, Tafel 15 auf. Nur ein Jahr später veröffentlichte Nathaniel Wallich den Namen Chrysobaphus (Chrysobaphus roxburghii als Typus), der inzwischen als Synonym zu Anoectochilus angesehen wird. In der Erstbeschreibung lautet die Schreibweise Anecochilus, nach heutiger Lesart ein Schreibfehler. Der Gattungsname Anoectochilus leitet sich von den griechischen Worten (ἀνοίγω = ich öffne) ἀνοικτός anoiktos für „geöffnet“ und χεῖλος cheilos für „Lippe“ ab und bezieht sich auf das offene Aussehen der Blüte mit weit ausgebreiteter Lippe.
Die Gattung Anoectochilus gehört zur Untertribus Goodyerinae der Tribus Cranichideae in der Unterfamilie Orchidoideae innerhalb der Familie Orchidaceae. Die Abgrenzung zur verwandten Gattung Odontochilus wird unterschiedlich gehandhabt: manchmal wird sie als Synonym betrachtet, auch die Zuordnung einzelner Arten variiert.
Die Gattung Anoectochilus ist in tropischen und subtropischen Gebieten Süd- bis Südostasiens und Malesiens weitverbreitet. Im Westen läuft die Grenze der Verbreitung durch Indien, die Nordgrenze läuft entlang der Südflanke des Himalayas. Besiedelt werden Hinterindien, Malaysia, die Inseln Indonesiens, im Norden noch Taiwan, die Ryūkyū-Inseln und der Süden Japans. Im Südwesten reicht das Areal bis nach Australien, weiter nach Neukaledonien, die Salomonen, Vanuatu, die Fidschi-Inseln und Samoa. Die Art Anoectochilus sandvicensis kommt auf Hawaii vor.
Es gibt etwa 50 Arten in der Gattung Anoectochilus:
- Anoectochilus albolineatus C.S.P.Parish & Rchb. f.: Myanmar, Thailand, Vietnam.[1]
- Anoectochilus albomarginatus Loudon: Vietnam.[1]
- Anoectochilus annamenis Aver.: Vietnam.[1]
- Anoectochilus baotingensis (K.Y.Lang) Ormerod: Hainan.[1][2]
- Anoectochilus brevilabris Lindl. (Syn.: Anoectochilus chapaensis Gagnep.): Nepal bis Yunnan.[1]
- Anoectochilus burmannicus Rolfe: Südliches Yunnan bis Malaysia.[1][2]
- Anoectochilus calcareus Aver.: Nördliches Vietnam.[1]
- Anoectochilus dewildeorum Ormerod: Sumatra.[1]
- Anoectochilus dulongensis Ormerod: Yunnan.[1]
- Anoectochilus elatus Lindl.: Südliches Indien.[1]
- Anoectochilus emeiensis K.Y.Lang: Sichuan.[1][2]
- Anoectochilus falconis Ormerod: Malaysia.[1]
- Anoectochilus flavescens Blume: Westliches Java.[1]
- Anoectochilus formosanus Hayata: Nansei-Inseln bis Taiwan.[1][2]
- Anoectochilus geniculatus Ridl.: Thailand, Malaysia, Myanmar, Sumatra und Borneo.[1]
- Anoectochilus hainanensis H.Z.Tian, F.W.Xing & L.Li: Hainan.[1][2]
- Anoectochilus imitans Schltr.: Fidschi, Neukaledonien, Samoa.[1]
- Anoectochilus insignis Schltr.: Sulawesi.[1]
- Anoectochilus integrilabris Carr: Borneo.[1]
- Anoectochilus kinabaluensis (Rolfe) J.J.Wood & Ormerod: Nördliches Borneo.[1]
- Anoectochilus klabatensis (Schltr.) S.Thomas, Schuit. & de Vogel: Sulawesi.[1]
- Anoectochilus koshunensis Hayata: Taiwan bis zu den Nansei-Inseln.[1][2]
- Anoectochilus longicalcaratus J.J.Sm.: Sumatra.[1]
- Anoectochilus longilobus H.Jiang & H.Z.Tian: Südliches China.[1]
- Anoectochilus lylei Rolfe ex Downie: Thailand, Myanmar, Vietnam, Yunnan.[1]
- Anoectochilus malipoensis W.H.Chen & Y.M.Shui: Yunnan.[1]
- Anoectochilus monicae J.J.Wood: Sabah.[1]
- Anoectochilus nandanensis Y.Feng Huang & X.C.Qu: Sie wurde 2015 aus Guangxi erstbeschrieben.[1]
- Anoectochilus narasimhanii Sumathi, Jayanthi, Karthig. & Sreek.: Sie kommt auf den Andamanen vor.[1]
- Anoectochilus nicobaricus N.P.Balakr. & P.Chakra: Nikobaren.[1]
- Anoectochilus papillosus Aver.: Nördliches Vietnam.[1]
- Anoectochilus papuanus (Schltr.) W.Kittr.: Von Neuguinea bis zu den Salomonen.[1]
- Anoectochilus pectinatus (Hook. f.) Ridl.: Malaysia.[1]
- Anoectochilus pingbianensis K.Y.Lang:[1] Dieser Endemit gedeiht an schattigen feuchten Standorten in Wäldern in Höhenlagen von etwa 1500 Metern nur im südöstlichen Yunnan.[2]
- Anoectochilus regalis Blume: Sri Lanka.[1]
- Anoectochilus reinwardtii Blume: Thailand bis Malesien.[1]
- Anoectochilus rhombilabius Ormerod: Molukken und Neuguinea.[1]
- Anoectochilus roxburghii (Wall.) Lindl.: Vom Himalaja bis Indochina und dem südlichen China.[1][2]
- Anoectochilus sandvicensis Lindl.: Hawaii.[1]
- Anoectochilus sanguineus P.T.Ong & P.O’Byrne: Malaysia.[1]
- Anoectochilus setaceus Blume: Java und Sumatra.[1]
- Anoectochilus subregularis (Rchb. f.) Ormerod: Santa-Cruz-Inseln bis Neukaledonien und Vanuatu.[1]
- Anoectochilus sumatranus (J.J.Sm.) J.B.Comber: Sumatra.[1]
- Anoectochilus xingrenensis Z.H.Tsi & X.H.Jin:[1] Dieser Endemit gedeiht in Wäldern in Höhenlagen von etwa 1200 Metern nur in Xingren im südwestlichen Guizhou.[2]
- Anoectochilus yatesiae F.M.Bailey: Nördliches und nordöstliches Queensland.[1]
- Anoectochilus zhejiangensis Z.Wei & Y.B.Chang: Südöstliches China.[1][2]

Nicht mehr zu dieser Gattung wird gerechnet:
- Anoectochilus grandiflorus Lindl. → Odontochilus grandiflorus (Lindl.) Benth. ex Hook. f.

## Verwendung
Einige Arten aus dieser Gattung werden in China, Taiwan, Vietnam und Sri Lanka gesammelt und zu Medizin verarbeitet.
Gelegentlich sind Pflanzen aus dieser Gattung in Kultur anzutreffen. Sie benötigen recht gleichmäßig warme und feuchte Bedingungen. Das Pflanzsubstrat muss gleichermaßen durchlässig wie wasserspeichernd sein. Durch die langen Rhizome benötigt man flache Pflanzgefäße mit großem Durchmesser.